# Lanusei
Lanusei (, Lanusè in sardo) è un comune italiano di 4 919 abitanti, capoluogo (con Tortolì) della provincia dell'Ogliastra in Sardegna. Con i suoi 4 930 abitanti circa, risulta essere il capoluogo di provincia meno popoloso d'Italia.
Il comune è sede del tribunale, dell'azienda sanitaria locale (ASL nº 4 di Lanusei) e relativo ospedale, inoltre è la sede vescovile dell'omonima diocesi (detta anche "Oleastrensis", letteralmente "dell'Ogliastra"). L'importanza storica della presenza del clero nel paese è dovuta in primo luogo ai Salesiani che a Lanusei edificarono la prima loro casa della Sardegna il 14 giugno 1902.
A Lanusei è dedicato l'asteroide 6289 Lanusei, scoperto nel 1984 dall'astrofisico Walter Ferreri.

## Geografia fisica

### Territorio
Lanusei è il secondo centro più popoloso dopo Tortolì e importante centro della subregione sarda dell'Ogliastra per via dei suoi numerosi uffici.
I confini geografici del territorio di Lanusei sono:
- nord: Arzana
- ovest: Gairo
- est: Elini, Ilbono, Loceri, Bari Sardo
- sud: Jerzu, Cardedu

## Storia

### Le origini
Le testimonianze storiche relative al primo borgo risalgono al XII secolo. A questo periodo risale la documentazione ecclesiastica l'unica in cui sia citato il centro ogliastrino.

La vita del borgo risale a parecchi secoli addietro essendo l'area abitata fin dal periodo preistorico.

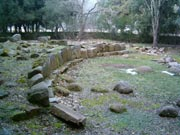
Tomba dei giganti Seleni I presso il Parco archeologico di Seleni

Numerose sono le tracce relative al periodo neolitico (scarti di lavorazione e alcune punte di freccia in ossidiana) ancora maggiore la documentazione relativa al successivo periodo nuragico.
La zona maggiormente interessante è quella detta "Seleni" posta in posizione dominante rispetto alla città. Si tratta di un altipiano oggi opportunamente attrezzato e aperto ai flussi turistici.
Numerosi sono gli studiosi che hanno visitato il territorio, alcuni di questi (Alberto La Marmora, Giovanni Spano, Mackenzie e Usai) hanno provveduto ad annotare le loro impressioni.
Gli scavi nell'area sono iniziati nel 1837 per poi proseguire, con alterne fortune, fino ai primi decenni del secolo scorso.

Nel 1956 viene individuata una tomba dei giganti.
Successivamente, nel 1964, torna alla luce una seconda tomba.

I dati raccolti parlano di una zona montana densamente abitata con insediamenti sparsi e variamente dislocati.
La presenza delle due tombe dei giganti la cui datazione oscilla tra il XIV (Tomba I) e il XII secolo (Tomba II) dimostra che l'area di Seleni visse, durante il periodo nuragico, un momento florido con una popolazione stanziale abbastanza numerosa. Entrambi i monumenti, sottoposti a regolari scavi, sono oggi visitabili.

### Dal Medioevo all'Età moderna

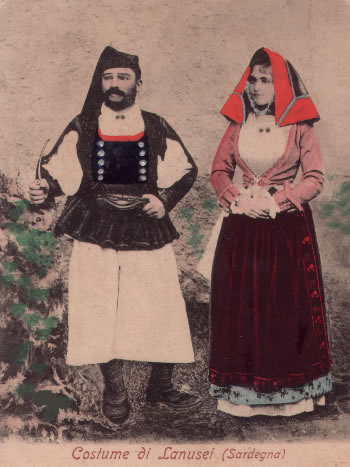
Antichi costumi

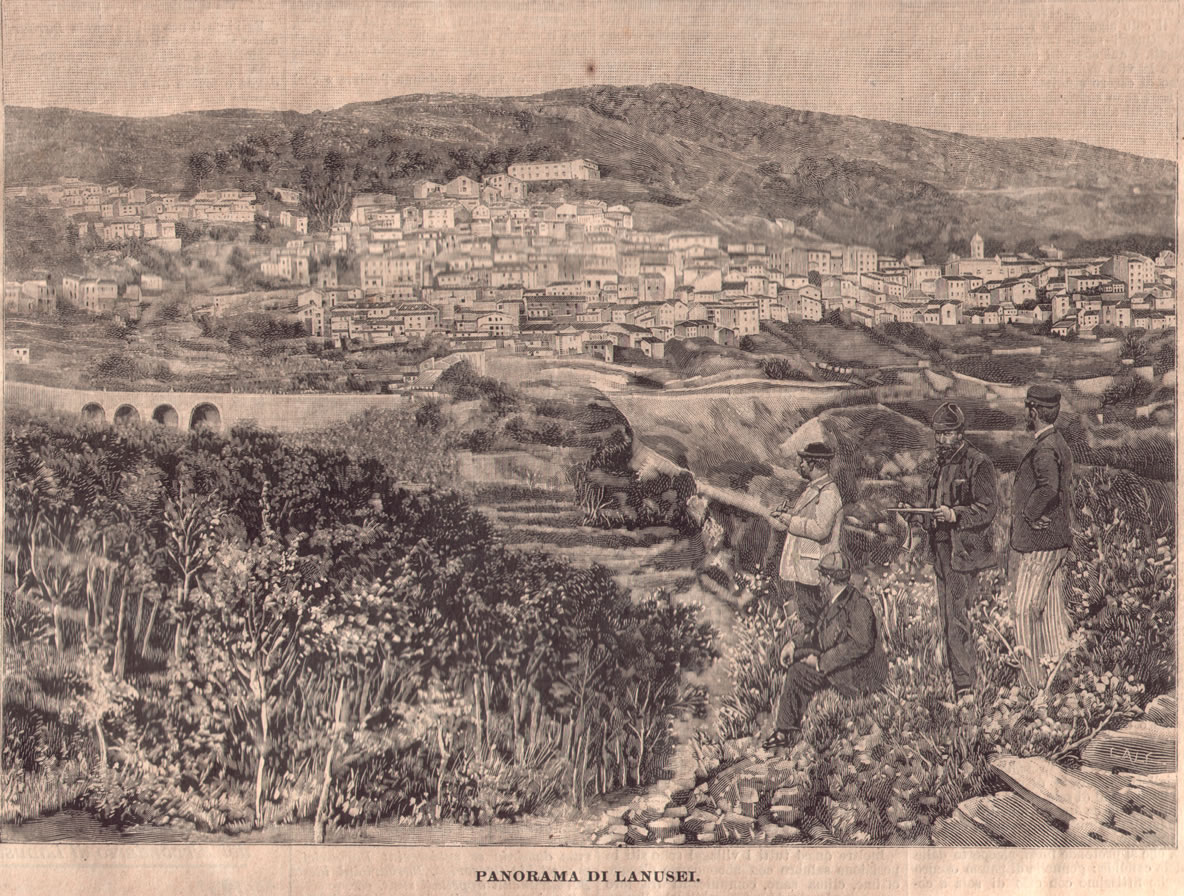
Lanusei fine Ottocento

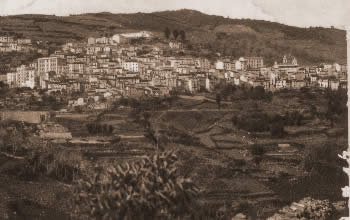
Lanusei primi del Novecento

Appartenne al giudicato di Cagliari e fece parte della curatoria d'Ogliastra, della quale fu capoluogo dopo Jerzu. Alla caduta del giudicato (1258) cadde in potere dei giudici di Gallura. Nel 1296, con la morte dell'ultimo giudice di Gallura Nino Visconti, gran parte dei territori dell'ex giudicato, tra cui l'Ogliastra, passano sotto il dominio pisano fino al 1324, quando vengono conquistati dagli aragonesi. Nel 1363 Lanusei viene incorporato dal Re d'Aragona Pietro IV il cerimonioso nella contea di Quirra, data in feudo a Berengario Carroz; fu villa della contea fino al 1603, quando la contea viene trasformata in marchesato, feudo dei Centelles. Il paese venne riscattato agli Osorio de la Cueva, succeduti ai Centelles, nel 1839 con la soppressione del sistema feudale voluto dai Savoia.
La documentazione storica che parla di Lanusei in epoca medievale (VIII - XIV secolo) è scarsa e lacunosa.
I documenti ritrovati sono tutti di natura giuridica e riportano notizie di pagamenti e tributi.
- testo datato 1119: riferirebbe di una donazione di casolari terre e servi comprendente appezzamenti in agro di Lanusei. Lo scritto riferisce di un atto di Mariano II Torchitorio II, giudice di Cagliari in favore della chiesa di San Lorenzo di Genova.
- testo datato 1569: prima citazione scritta riferita alla storia della chiesa lanuseina. In quella data viene richiesto il pagamento delle decime, pena l'adozione di severe sanzioni ecclesiastiche.
- testo datato 1575: il documento riporta l'annuncio che fra Elia Paromarino fece agli abitanti. In quella occasione il presule comunicò alle genti di Ogliastra l'allestimento a Roma di una nuova crociata contro i turchi. Erano gli anni in cui la politica veneziana in medio oriente si scontrava con gli interessi ottomani.
- testo datato 1588: riporta la comunicazione dell'arcivescovo di Cagliari che decreta la sostituzione dei libri dei sacramenti con quelli prescritti dal concilio di Trento (1545 -1563).

Nonostante le raccomandazioni, Lanusei ottemperò all'invito soltanto nel 1611.
- 28 ottobre 1649: vengono uniti in matrimonio Cristofal Mameli e Joanna Lay. Inizia con questa cerimonia l'albero genealogico della più illustre famiglia Mameli.
- 1726: il curato convoca le autorità e i capi famiglia per chiedere il loro parere circa l'apertura in Lanusei di un convento francescano.
- 10 gennaio 1795: ottiene il battesimo Cristoforo Mameli che nel 1849 diventerà ministro dell'Istruzione Pubblica nel Governo Subalpino. È la più alta funzione raggiunta da un abitante di Lanusei.
- 4 maggio 1807: con un editto Vittorio Emanuele I faceva di Lanusei il capoluogo di una provincia estesa dai monti della Barbagia a quelli dei Sette Fratelli.
- 1840: Lanusei contava di 555 agricoltori, 115 pastori, 45 meccanici (artigiani), 445 tessitrici, 25 negozianti, 12 notai, 2 preti. Assai scarso era il numero delle persone alfabetizzate.
- 1841:  viene abolita l'usanza di seppellire i morti all'interno del sagrato della chiesa di S. Maria Maddalena. In quella occasione viene inaugurato un nuovo spazio cimiteriale in regione Marcìa. Lavori di risistemazione dell'area sono documentati per l'anno 1885 quando l'incarico viene affidato all'ingegnere Ravot di Cagliari.
- 29 maggio 1855: ancora una volta Lanusei si trovò al centro della storia quando con la legge nº 878 del 29 maggio 1855, cosiddetta "legge Rattazzi" furono aboliti gli ordini religiosi.

In quella occasione fu soppresso il convento dei francescani destinato, a partire dal 1872, ad ospitare il carcere giudiziario.
A causa di quella legge ben 334 case religiose venivano soppresse per un totale di 5456 religiosi. Da Roma arrivò la scomunica maggiore (che può essere annullata solo dal papa) per tutti "gli autori, i fautori, gli esecutori della legge".
- 23 ottobre 1859: la Provincia di Lanusei cessa di esistere. La città divenne capoluogo di circondario della Provincia di Cagliari.
- 1886: lo studente Antonio Giua, mentre si trova nel collegio di Alassio, chiede a don Bosco l'apertura di una scuola salesiana a Lanusei.
- 6 novembre 1898: I salesiani di don Bosco aprono la scuola media. Gli allievi frequentanti sono 28.
- 1921: riceve la visita del re Vittorio Emanuele III.

### Simboli
Lo stemma e il gonfalone sono stati concessi con DPR del 16 giugno 2022.
Stemma
Gonfalone

## Monumenti e luoghi d'interesse

### Architetture religiose

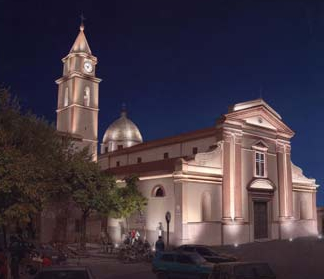
Immagine 3D del restauro della Cattedrale

#### Cattedrale di Santa Maria Maddalena
Si trova al centro della città in piazza Vittorio Emanuele. Se ne hanno notizie dal XVI secolo. È stata da poco ristrutturata. È in corso anche una discussione sull'eventualità di demolire la casa canonica costruita in adiacenza alla cattedrale e ormai in disuso, intervento che ridarebbe alla cattedrale una più ampia visibilità dall'adiacente piazza Vittorio Emanuele.
Nella cattedrale, inoltre, sono presenti significative opere del pittore Mario Delitala, a cui è dedicato il liceo artistico.

#### Santuario della Madonna d'Ogliastra
In località Su Tauli, nella zona alta della città, in prossimità della circonvallazione Nord. Fu voluto da Mons. Lorenzo Basoli che ne mise la prima pietra il 31 Maggio 1961. Il progetto primitivo dell'arch. Angelo Verri, fu realizzato per opera dell'Ing. Mario Brozzu, di Cagliari. Fu inaugurato nel 1979 da Mons. Salvatore Delogu che lo affidò ai frati cappuccini, di cui fu sede conventuale fino all'ottobre 2022, mese in cui i cappuccini lasciarono il Santuario.
Fu eretto parrocchia da Mons. Antioco Piseddu l'8 dicembre 1987, dopo importanti lavori di restauro. Nel 2011-12 fu completata la Piazza della Luce e la gradinata monumentale. Nel 2012 fu eretto il campanile. Negli anni successivi vennero effettuate alcune modifiche al presbiterio. È meta - su volere dei vescovi ogliastrini ed iniziativa di Mons. Antioco Piseddu, già Vescovo di Lanusei - la quarta domenica di maggio (Giornata Mondiale di preghiera per le Vocazioni), del Pellegrinaggio Diocesano alla Madonna d'Ogliastra.

#### Tempio di Don Bosco
In località viale Don Bosco, sorge il vecchio collegio con l'oratorio, sede dei salesiani.
Adiacente a questi edifici è il Teatro Tonio Dei, nominato in onore del grande scrittore e drammaturgo lanuseino.

#### Chiesa di Cristo Re
Situata nella parte bassa della città in località Corosa, è la casa delle figlie eucaristiche di Cristo Re, con annessa la casa di riposo.

#### Chiesa campestre dei Santi Cosma e Damiano
Situata nella parte alta della città, lungo la strada che porta al bosco di Seleni.

#### Chiesa di Maria Ausiliatrice
Posta nell'omonimo bosco che si sviluppa a nord-ovest dell'abitato.

### Architetture civili

#### Palazzo Piroddi
Opera in stile neoclassico dell'importante architetto cagliaritano Gaetano Cima.

### Fontane
Nel centro abitato sono presenti diverse fontane che una volta servivano all'approvvigionamento quotidiano degli abitanti dei vai rioni,  alcune delle quali sono:
- Funtanedda a Niu Jossu, posta vicino al ponte della ferrovia (su ponti de funtanedda);
- Su Au a Niu Susu;
- Pelandrìa a Barigau;
- Mesu 'Idda nell'omonima località;

A queste si devono aggiungere fontane fuori dal centro storico:
- Marcuse' nell'omonima località oggi definita Marcusei, pienamente in centro. Come riporta lo scrittore Marcello Cossu, questa fonte era molto frequentata già nell'800, per arrivarci si doveva percorrere un sentiero costeggiato da un muro in un bosco di castagni;
- Tricorgia, in viale Italia;
- Girilonga, nella piazza Donatori di sangue in località Girilonga;
- Funtana 'e Padenti nell'omonima località andando verso il bosco Seleni;
- Funtana de is Cuadderis, in prossimità della Chiesa campestre di Maria Ausiliatrice.

### Parco archeologico di Seleni
Il Parco archeologico di Seleni è un'area naturale, situata nel territorio di Lanusei, in cui è presente un complesso archeologico riconducibile alla civiltà nuragica fra cui un nuraghe complesso, diverse tombe dei giganti, almeno due pozzi sacri e la presenza di un probabile dolmen. Il complesso nuragico di Seleni si sviluppa nell'area dell'omonimo monte in cui è oggi presente un bosco di lecci e castagni nonché un parco tematico riguardante la preistoria, la storia antica della Sardegna e la civiltà nuragica.

### Albero monumentale
Presso la Stazione ferroviaria nelle immediate vicinanze dell'Ospedale Nostra Signora della Mercede, è presente un pino delle canarie (Pinus canariensis) indicato dal Corpo forestale e di vigilanza ambientale, su mandato della Regione Autonoma della Sardegna, come 67° albero monumentale della Sardegna. L'albero ha una circonferenza di 360 cm e un'altezza di 22 metri. I criteri di monumentalità sono riconducibili all'età e/o dimensioni e alla rarità botanica dell'esemplare.

## Società

### Evoluzione demografica
Abitanti censiti

### Lingue e dialetti
La variante del sardo parlata a Lanusei è definita ogliastrino in quanto presenta influssi, sia lessicali che fonetici, dalle varianti del sud e del centro dell'Isola senza essere immediatamente riconducile nella totalità a una precisa macrovariante della lingua sarda.

## Cultura

### Istruzione
A Lanusei oltre alle scuole dell'obbligo sono presenti un liceo scientifico, un liceo classico, un liceo linguistico, un liceo delle scienze umane, un liceo artistico ed un istituto tecnico per geometri.

#### Musei
- Museo civico Franco Ferrai, situato in via Amsicora.
- Museo diocesano situato nella sede della diocesi di Lanusei.
- Planetario Ferdinando Caliumi, situato all'interno del liceo scientifico di Lanusei.

#### Teatro
- Teatro Tonio Dei, situato nel viale don Bosco nella sede dei salesiani. Inserito nel circuito Teatro Sardegna è considerato la guida teatrale della zona, ospitando ad ogni stagione diversi gruppi teatrali e rappresentazioni di ottimo livello. È adibito anche alla funzione di cinema.
- Scuola civica di musica, svolge sia formazione sia manifestazioni, saggi ecc.

### Eventi
- Pellegrinaggio Diocesano alla Madonna d'Ogliastra (4ª Domenica del Tempo di Pasqua, in occasione della Giornata Mondiale di preghiera per le Vocazioni)
- Festeggiamenti in onore della Maria Ausiliatrice e Don Bosco intorno al 24 maggio o primi giorni di giugno: tre giorni di processione religiosa, festa campestre, festa dei salesiani, folclore e fuochi d'artificio.
- Fiera o sagra delle ciliegie (ultimo fine settimana di giugno): festa campestre, folclore e degustazione di ciliegie locali
- Santa Maria Maddalena (22 luglio), patrona di Lanusei: giorni con processione religiosa, spettacoli folcloristici, giochi, degustazione vini e dolci
- Maria Ausiliatrice (30 luglio): 3 giorni con processione religiosa, festa campestre, folclore, degustazione vini
- Santi Cosma e Damiano (seconda domenica di agosto e 26 settembre): nella prima festa ad agosto il simulacro dei santi viene condotto in processione lungo una strada lunga circa 6 km fino alla chiesa campestre a loro dedicata, ad un'altezza di quasi 1000 m. La seconda festa, quella conclusiva è fissata per il 26 settembre quando i santi vengono ricondotti in città: processione religiosa, festa campestre, folclore, degustazione vini.
- il festival IT.A.CÀ - Festival del turismo responsabile a settembre

### Cucina
Sono prodotti tipici lanuseini:
- i Culurgiones (IGP);
- is Macarronis de ungra;
- su Pistoccu;
- su Pani Pintau (pasta dura);
- s' Anguli de cipudda;
- su Casu 'e fitta;
- su Casu ascedu;
- su Moddissosu.

## Geografia antropica
Il territorio comunale comprende anche l'isola amministrativa di Quirra, avente una superficie di 11,49 km², in cui si trovano vari elementi di interesse storico, archeologico e naturalistico, come il nuraghe Santoru, la caletta Pagliuzze Dorate posta poco più a sud delle rovine del porto di Porto Santoru, antico porto minerario, e le strutture, oggi ancora visibili, della miniera un tempo attiva in un'area che si estendeva dal comune di Tertenia fino al Sarrabus.

### Rioni storici
Secondo la tradizione i principali rioni storici di Lanusei sono:
- Niu Jossu, che comprende le strade poste a valle della Via Roma;
- Niu Susu, con le strade a monte della stessa Via Roma;
- Barigau, posto oltre il rio di Mesu 'Idda già Erriu 'e is Janas, che, secondo Vittorio Angius, il quale ne parla nel celebre Dizionario degli Stati Sardi alla voce Lanusei, era a metà ottocento un borgo staccato dal resto del paese;
- Mesu 'Idda, tra la ferrovia e Niu Jossu.

La via Roma, chiamata nell'uso comune "il corso", e la piazza Vittorio Emanuele II, presso la quale sorge la cattedrale di Santa Maria Maddalena, si sviluppano con le strade e i vicoli limitrofi tra i quattro rioni, unendoli.

## Infrastrutture e trasporti

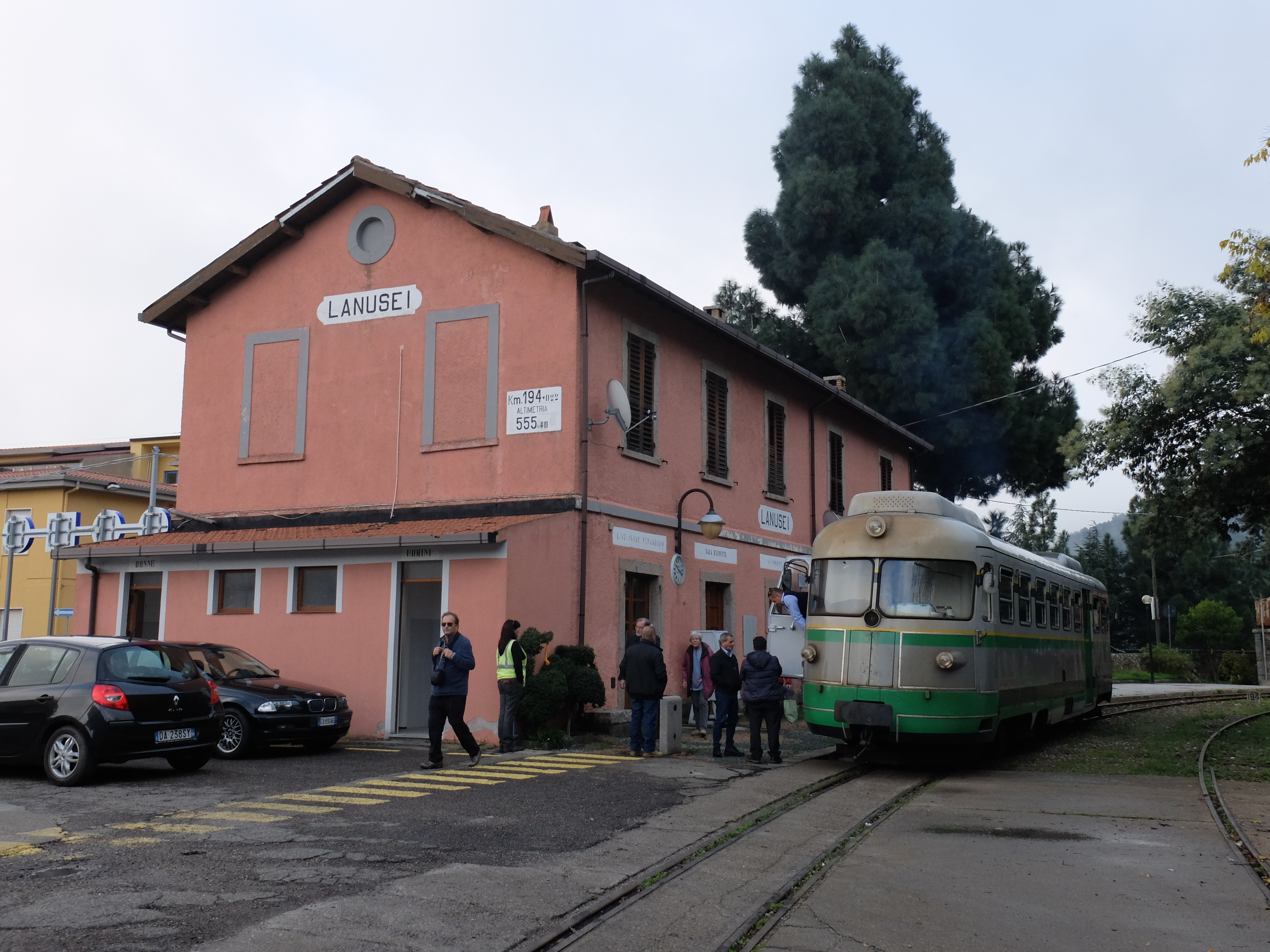
La stazione ferroviaria di Lanusei

È attivo un importante servizio di trasporto pubblico curato dalla società ARST, che con un buon numero di linee urbane ed extraurbane consente il collegamento di Lanusei non solo con gli altri comuni ogliastrini, ma anche con Nuoro e con Cagliari (grazie ad una linea che attraversa anche l'Ogliastra occidentale).

### Ferrovie
Lanusei è dotata di una stazione ferroviaria, posta sul tracciato della Mandas-Arbatax dell'ARST, utilizzata esclusivamente per i viaggi turistici del Trenino Verde, attivi prevalentemente nei mesi estivi e di particolare interesse per gli appassionati di "turismo ferroviario". Nell'abitato era attiva in passato anche la fermata di Corosa, in disuso dopo la chiusura della Mandas-Arbatax all'esercizio ordinario.

## Amministrazione
| Periodo        | Periodo        | Primo cittadino | Partito                            | Carica  | Note   |
| -------------- | -------------- | --------------- | ---------------------------------- | ------- | ------ |
| 23 aprile 1995 | 16 aprile 2000 | Enrico Lai      | liste civiche di centro-sinistra   | Sindaco | [ 13 ] |
| 16 aprile 2000 | 8 maggio 2005  | Enrico Lai      | liste civiche di centro-sinistra   | Sindaco | [ 14 ] |
| 8 maggio 2005  | 27 maggio 2007 | Antonio Loddo   | lista civica                       | Sindaco | [ 15 ] |
| 27 maggio 2007 | 10 giugno 2012 | Virginia Lai    | lista civica                       | Sindaco | [ 16 ] |
| 10 giugno 2012 | 11 giugno 2017 | Davide Ferreli  | lista civica "Lanuse' 2012"        | Sindaco | [ 17 ] |
| 11 giugno 2017 | 13 giugno 2022 | Davide Burchi   | lista civica "Ripensiamo Lanusei"  | Sindaco | [ 18 ] |
| 13 giugno 2022 | in carica      | Davide Burchi   | lista civica "Energie per Lanusei" | Sindaco | [ 19 ] |

## Sport
Il comune è dotato dello stadio Lixius, in affidamento alla squadra di calcio del "Lanusei", che ha disputato diversi campionati di Serie D.

## Galleria d'immagini

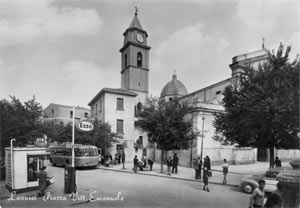
Cattedrale della città, chiesa di Santa Maria Maddalena
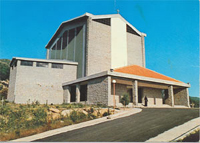
Santuario dei francescani, Madonna d'Ogliastra
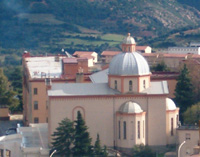
Chiesa sede dei salesiani, tempio di Don Bosco
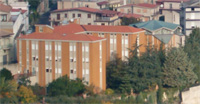
Sede delle figlie eucaristiche, chiesa di Cristo Re